# Diplazium skutchii
Diplazium skutchii är en majbräkenväxtart som beskrevs av David Bruce Lellinger.
Diplazium skutchii ingår i släktet Diplazium och familjen Athyriaceae. Inga underarter finns listade.